# Алаа Эль Дин, Йосра
Йосра Алаа Эль Дин (англ. Yosra Alaa El Din; род. в 1986 году) — египетская шахматистка, международный мастер среди женщин (2008).

## Биография
В 2007 году в Виндхуке завоевала бронзовую медаль на женском чемпионате Африки по шахматам. Благодаря этому успеху получила звание международного мастера среди женщин (WIM) и право играть на чемпионате мира по шахматам среди женщин. В 2008 году в Нальчике участвовала на чемпионате мира по шахматам среди женщин, где в первом туре проиграла Хампи Конеру.
Представляла Египет на двух шахматных олимпиадах (2008, 2012).
С 2012 года в шахматных турнирах участвует редко.